# Millet (Alberta)
Millet è un comune (town) del Canada, situato in Alberta, nella divisione No. 11.